# Panellenio Protathlema 1935-1936
La Panellenio Protathlema 1935-1936 è stata la settima edizione del campionato di calcio greco conclusa con la vittoria dell'Olympiakos Pireo, al suo quarto titolo.
Capocannoniere del torneo fu Vazos (Olympiakos Pireo) con 12 reti.

## Formula
Riprese il campionato dopo che non fu terminata la stagione precedente.
Le squadre partecipanti disputarono una prima fase a carattere regionale.
Furono ammesse alla finale nazionale otto club che disputarono un girone di andata e ritorno per un totale di 14 partite.
Alla vincente venivano assegnati 2 punti, uno al pareggio e nessuno in caso di sconfitta.

## Squadre partecipanti
| Squadra         | Città     | Stadio |
| --------------- | --------- | ------ |
| AEK Atene       | Atene     |        |
| Apollōn Smyrnīs | Atene     |        |
| Arīs Salonicco  | Salonicco |        |
| Ethnikos Pireo  | Il Pireo  |        |
| Īraklīs         | Salonicco |        |
| Olympiacos      | Il Pireo  |        |
| Panathīnaïkos   | Atene     |        |
| PAOK            | Salonicco |        |

## Classifica girone finale
|                   | Pos. | Squadra         | Pt | G  | V  | N | P  | GF | GS | DR  |
| ----------------- | ---- | --------------- | -- | -- | -- | - | -- | -- | -- | --- |
| Grecia (bandiera) | 1.   | Olympiacos      | 23 | 14 | 10 | 3 | 1  | 31 | 15 | +16 |
|                   | 2.   | Panathīnaïkos   | 18 | 14 | 8  | 2 | 4  | 35 | 19 | +16 |
|                   | 3.   | Apollōn Smyrnīs | 17 | 14 | 7  | 3 | 4  | 30 | 23 | +7  |
|                   | 4.   | Arīs Salonicco  | 13 | 14 | 4  | 5 | 5  | 18 | 22 | -4  |
|                   | 5.   | AEK Atene       | 13 | 14 | 4  | 5 | 5  | 17 | 22 | -5  |
|                   | 6.   | Ethnikos Pireo  | 11 | 14 | 4  | 3 | 7  | 21 | 25 | -4  |
|                   | 7.   | PAOK            | 11 | 14 | 4  | 3 | 7  | 24 | 32 | -8  |
|                   | 8.   | Īraklīs         | 6  | 14 | 2  | 2 | 10 | 15 | 33 | -18 |

Legenda:

      Campione di Grecia
Note:

Due punti a vittoria, uno a pareggio, zero a sconfitta.

### Verdetti
- Olympiakos Pireo campione di Grecia